# Велвет Риволвър
Велвет Риволвър (на английски: Velvet Revolver]]) е американска хардрок супергрупа, съставена от тримата екс-Гънс Ен Роузес (Guns N' Roses) членове – Слаш (Slash), Дъф Маккагън (Duff McKagan) и Мат Соръм (Matt Sorum) – плюс вокала на Стоун Темпъл Пайлътс (Stone Temple Pilots) – Скот Уейлънд (Scott Weiland) и Дейв Къшнър (Dave Kushner) от пънк групата на '80-те – Уейстид Йот (Wasted Youth).

## Contraband(2004)
Албумът „Contraband“ е първият албум на Велвет Риволвър. Пуснат за продажба през 2003, той се забива начело на „Билбоурд Топ 100“ (Billboard Top 100), в Британския Албум Чарт на 11-о място, в Австралийските Чартове на 2-ро и в Канадския Топ Чарт на 1-во място. Синглите „Slither“ и „Fall To Pieces“ се задържат на 1-во място в U.S. Modern Rock и U.S. Mainstream Rock съответно за „Slither“ 4 седмици и 9 седмици, а „Fall To Pieces“ на 2-ро място и на 1-во цели 11 седмици.

## Libertad(2007)
„Libertad“ е вторият албум на Велвет Риволвър и е пуснат в продажба 2007 г. Албумът отива на 5-о място в „Билбоурд Топ 100“ (Billboard Top 100) и на 2-ро в Канадския Топ Чарт, на 6-о в Британския Албум Чарт и на 10-о в Австралийските чартове. Сингълът „She Builds Quick Machines“ отива на 14-о място в U.S. Modern Rock и на 2-ро в U.S. Mainstream Rock.
Скот Уейлънд напуска състава и „Велвет Револвър“ започва да търси нов вокалист. Уейлънд се завръща в групата през 2012 г.

## Членове
- Скот Уейланд – вокал
- Слаш – соло китара
- Дейв Къшнър – ритъм китара
- Дъф Маккаган – бас китара
- Мат Соръм – ударни